# Llista de topònims dels Garidells
Llista de topònims (noms propis de lloc) del municipi dels Garidells, a l'Alt Camp
Informació actualitzada per un bot. Els canvis manuals es perdran quan s'actualitzi!

## muntanya
| imatge | Nom                       | Ubicat a      | instància de | Detalls | coordenades                                                              | Protecció | Commons (més fotos) | Dades a WD                    |
| ------ | ------------------------- | ------------- | ------------ | ------- | ------------------------------------------------------------------------ | --------- | ------------------- | ----------------------------- |
|        | Tossal Roig               | els Garidells | muntanya     |         | 41° 12′ 30″ N, 1° 15′ 07″ E / 41.208226°N,1.251987°E 152.3 msnm          |           |                     | Modifica les dades a Wikidata |
|        | Turó de la Cova de Vicenç | els Garidells | muntanya     |         | 41° 12′ 09″ N, 1° 15′ 04″ E / 41.2025877778°N,1.25102305556°E 140.3 msnm |           |                     | Modifica les dades a Wikidata |
|        | Turó de la Vinyeta        | els Garidells | muntanya     |         | 41° 12′ 36″ N, 1° 14′ 15″ E / 41.2099416667°N,1.23738888889°E 120.6 msnm |           |                     | Modifica les dades a Wikidata |

## Misc
| imatge | Nom                             | Ubicat a                             | instància de                                           | Detalls                                               | coordenades                                                                                               | Protecció                                            | Commons (més fotos)       | Dades a WD                    |
| ------ | ------------------------------- | ------------------------------------ | ------------------------------------------------------ | ----------------------------------------------------- | --- | ---------------------------------------------------- | ------------------------- | ----------------------------- |
|        | Castell dels Garidells          | els Garidells                        | castell                                                |                                                       | 41° 12′ 29″ N, 1° 14′ 50″ E / 41.2081°N,1.24722°E ca:Al cim de la població 135 msnm                       | bé d'interès cultural bé cultural d'interès nacional | Castell dels Garidells    | Modifica les dades a Wikidata |
|        | Francolí                        | Conca de Barberà Alt Camp Tarragonès | curs d'aigua                                           | Desemboca: mar Mediterrània Llarg: 60km Conca: 838km² | 41° 23′ 56″ N, 1° 03′ 08″ E / 41.398944°N,1.052333°E 41° 06′ 24″ N, 1° 13′ 39″ E / 41.106639°N,1.227446°E |                                                      | Francolí River            | Modifica les dades a Wikidata |
|        | Hostal de l'Ermengol            | els Garidells                        | masia                                                  |                                                       | 41° 12′ 15″ N, 1° 14′ 35″ E / 41.2042°N,1.24293°E                                                         |                                                      |                           | Modifica les dades a Wikidata |
|        | Malacuca                        | els Garidells                        | nucli de població nucli d'entitat singular de població | 38 hab                                                | 41° 12′ 29″ N, 1° 14′ 21″ E / 41.2081697003795°N,1.23915458389581°E 120 msnm                              |                                                      |                           | Modifica les dades a Wikidata |
|        | Sant Jaume dels Garidells       | els Garidells                        | església Ús: església parroquial                       | Estil: arquitectura neoclàssica                       | 41° 12′ 27″ N, 1° 14′ 53″ E / 41.207382°N,1.248009°E                                                      | bé cultural d'interès local                          | Sant Jaume dels Garidells | Modifica les dades a Wikidata |
|        | casa consistorial del Garidells | els Garidells                        | casa consistorial                                      |                                                       | 41° 12′ 26″ N, 1° 14′ 51″ E / 41.2073403°N,1.2473935°E                                                    |                                                      |                           | Modifica les dades a Wikidata |
|        | cementiri dels Garidells        | els Garidells                        | cementiri                                              |                                                       | 41° 12′ 39″ N, 1° 14′ 31″ E / 41.2107594622339°N,1.24181657312961°E                                       |                                                      |                           | Modifica les dades a Wikidata |
|        | els Garidells                   | els Garidells                        | entitat singular de població capital municipal         | 204 hab                                               | 41° 12′ 27″ N, 1° 14′ 49″ E / 41.207468°N,1.246917°E 125 msnm                                             |                                                      |                           | Modifica les dades a Wikidata |